# Robin van Riel
Robin van Riel (* 30. April 2000) ist ein niederländischer Mittelstreckenläufer, der sich auf den 1500-Meter-Lauf spezialisiert hat.

## Sportliche Laufbahn
Erste internationale Erfahrungen sammelte Robin van Riel im Jahr 2017, als er bei den U20-Europameisterschaften in Grosseto im 800-Meter-Lauf bis in das Halbfinale gelangte und dort mit 1:57,97 min ausschied. Im Jahr darauf erreichte er bei den U20-Weltmeisterschaften in Tampere über 1500 Meter das Finale und klassierte sich dort in 3:48,65 min auf Rang zwölf. 2019 gewann er dann bei den U20-Europameisterschaften in Borås in 3:56,03 min die Silbermedaille. 2021 gelangte er bei den U23-Europameisterschaften in Tallinn mit 3:42,64 min auf den elften Platz und 2023 verpasste er bei den Halleneuropameisterschaften in Istanbul mit 3:51,08 min den Finaleinzug. Im Juni wurde er bei der 1. Liga der Team-Europameisterschaft im Rahmen der Europaspiele in Chorzów in 14:13,89 min Elfter über 5000 Meter. Bei den Crosslauf-Europameisterschaften 2024 in Antalya belegte er in 18:12 min den vierten Platz in der Mixed-Staffel und im Jahr darauf verpasste er bei den Halleneuropameisterschaften in Apeldoorn mit 3:48,15 min den Finaleinzug über 1500 Meter.
2023 wurde van Riel niederländischer Meister im 1500-Meter-Lauf im Freien sowie 2019, 2020 und 2024 in der Halle.

## Persönliche Bestleistungen
- 800 Meter: 1:48,69 min, 6. Juni 2021 in Hengelo
  - 800 Meter (Halle): 1:49,57 min, 20. Februar 2022 in Apeldoorn
- 1500 Meter: 3:36,09 min, 22. Juni 2024 in Genf
  - 1500 Meter (Halle): 3:36,32 min, 27. Januar 2024 in Apeldoorn (niederländischer Rekord)
  - 2000 Meter (Halle): 5:06,10 min, 10. Februar 2024 in Liévin
  - 3000 Meter (Halle): 7:51,87 min, 8. Februar 2025 in Metz
- 5000 Meter: 14:13,89 min, 25. Juni 2023 in Chorzów